# Таба
Таба (араб. طَابَا Ṭābā, IPA: [ˈtˤɑːbɑ], іврит טאבה) — невелике курортне поселення в губернаторстві Південний Синай, Єгипет. Знаходиться на єгипетсько-ізраїльському кордоні, в північній частині Ейлатської затоки за 8 км від ізраїльського міста Ейлат і за 15 км від йорданського міста Акаба.

## Опис
Таба має популярність серед туристів. Крім єгиптян тут часто можна зустріти туристів з Ізраїлю, оскільки ізраїльтяни мають право перебувати в Табі (а також в Нувейбі та Шарм-ель-Шейху) без візи терміном до 14 днів. У місті розташовані кілька готелів досить високого рівня (зокрема — готелі мереж Hilton, Mövenpick, Hyatt Regency, Marriott, Sofitel й Intercontinental.
У Табі туристів приваблює дайвінг і фрі-дайвінг, тут діє три дайв-центри (а саме, Aqua Sport і Werner Lau, що проводять курси навчання за стандартами PADI — професійної асоціації підводних інструкторів. Ще одна розвага для туристів — особливий вид пустельного гольфу.

## Історія
Таба перебувала на єгипетський стороні лінії припинення вогню, погодженої в 1949, і повернулася Єгипту, коли Ізраїль вивів свої війська з Синаю в 1957. Однак, коли Ізраїль знову зайняв Синайський півострів після Шестиденної війни (1967), в Табі був побудований готель на 400 номерів.
Таба — останній з районів, який був переданий Єгипту за умовами єгипетсько-ізраїльського мирного договору 1979 року.
У 1988 міжнародна комісія у складі одного представника Єгипту, одного представника Ізраїлю та трьох представників із третіх країн винесла рішення про те, що Таба повинна залишитися за Єгиптом.
Зручніше за все туристам дістатися в Табу через місцевий міжнародний аеропорт Таба або через міжнародний аеропорт Рас Назрані в місті Шарм-ель-Шейх.

## Клімат
| Клімат                                                                              | Клімат | Клімат | Клімат | Клімат | Клімат | Клімат | Клімат | Клімат | Клімат | Клімат | Клімат | Клімат | Клімат |
| Показник                                                                            | Січ.   | Лют.   | Бер.   | Квіт.  | Трав.  | Черв.  | Лип.   | Серп.  | Вер.   | Жовт.  | Лист.  | Груд.  |        |
| Абсолютний максимум, °C                                                             | 27     | 31     | 34     | 41     | 44     | 44     | 47     | 46     | 43     | 39     | 37     | 31     |        |
| Середній максимум, °C                                                               | 20,9   | 22,6   | 25,8   | 29,9   | 33,8   | 37,2   | 38,2   | 38,7   | 35,9   | 32,4   | 27,3   | 22,5   |        |
| Середня температура, °C                                                             | 15,6   | 17     | 19,9   | 23,8   | 26,5   | 30,4   | 31,8   | 32,2   | 30,1   | 26,6   | 21,8   | 17,2   |        |
| Середній мінімум, °C                                                                | 10,4   | 11,4   | 14     | 17,7   | 19,3   | 23,7   | 25,5   | 25,7   | 24,4   | 20,9   | 16,3   | 11,9   |        |
| Абсолютний мінімум, °C                                                              | 3      | 3      | 8      | 11     | 16     | 21     | 22     | 23     | 21     | 16     | 8      | 5      |        |
| Норма опадів, мм                                                                    | 4      | 6      | 5      | 3      | 1      | 0      | 0      | 0      | 0      | 1      | 3      | 6      |        |
| Днів з дощем                                                                        | 2      | 1      | 2      | 1      | 1      | 0      | 0      | 0      | 0      | 0      | 1      | 2      |        |
| Вологість повітря, %                                                                | 49.5   | 51     | 47     | 38     | 34.5   | 29     | 24.5   | 32     | 39.5   | 44.5   | 47     | 50     |        |
| ----------------------------------------------------------------------------------- | ------ | ------ | ------ | ------ | ------ | ------ | ------ | ------ | ------ | ------ | ------ | ------ | ------ |
| Джерело: Climate-Data.org,, BBC Weather, Weather2Travel for rainy days and sunshine |        |        |        |        |        |        |        |        |        |        |        |        |        |

## Галерея

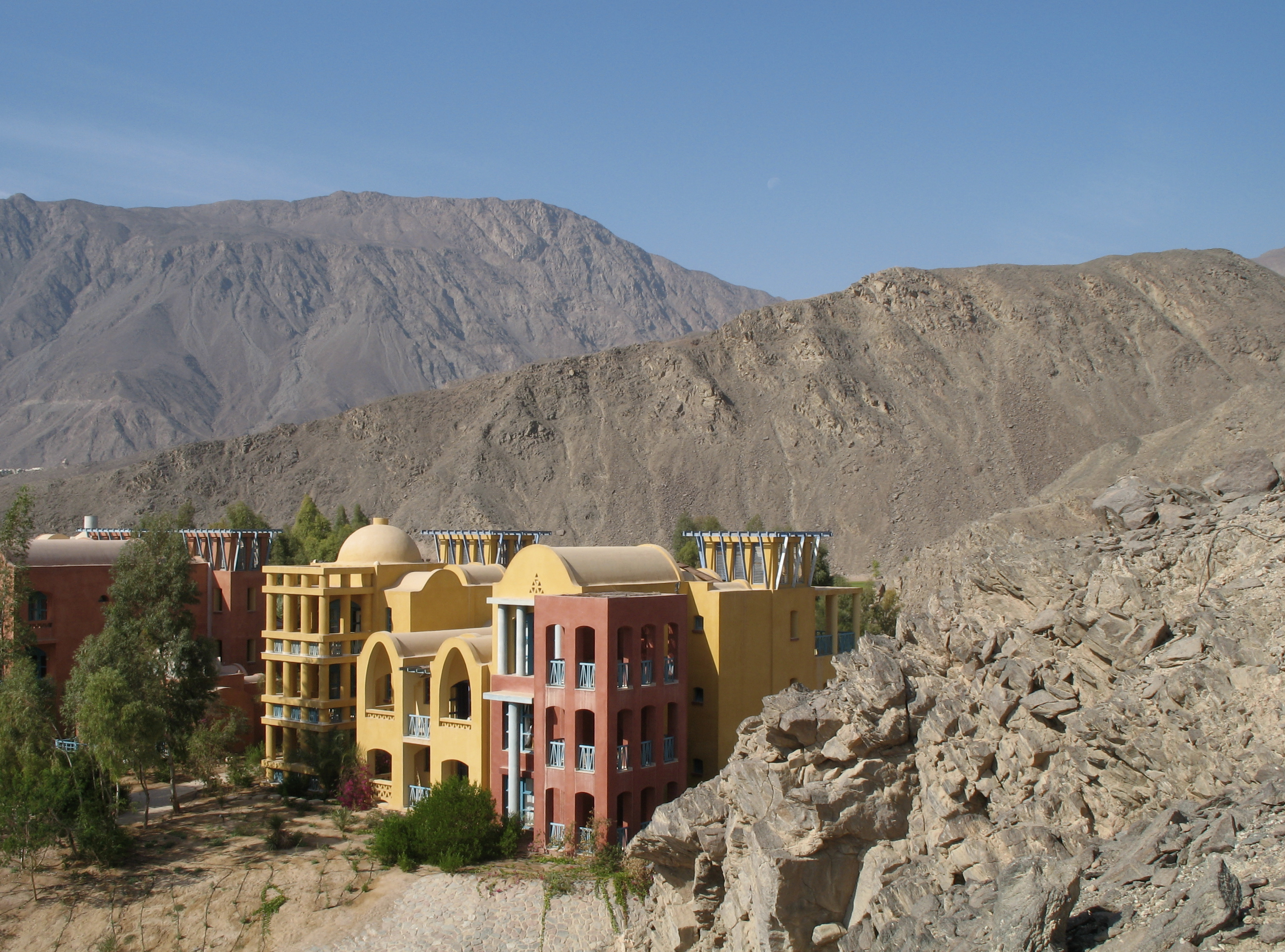
Комплекс готелів Taba Heights
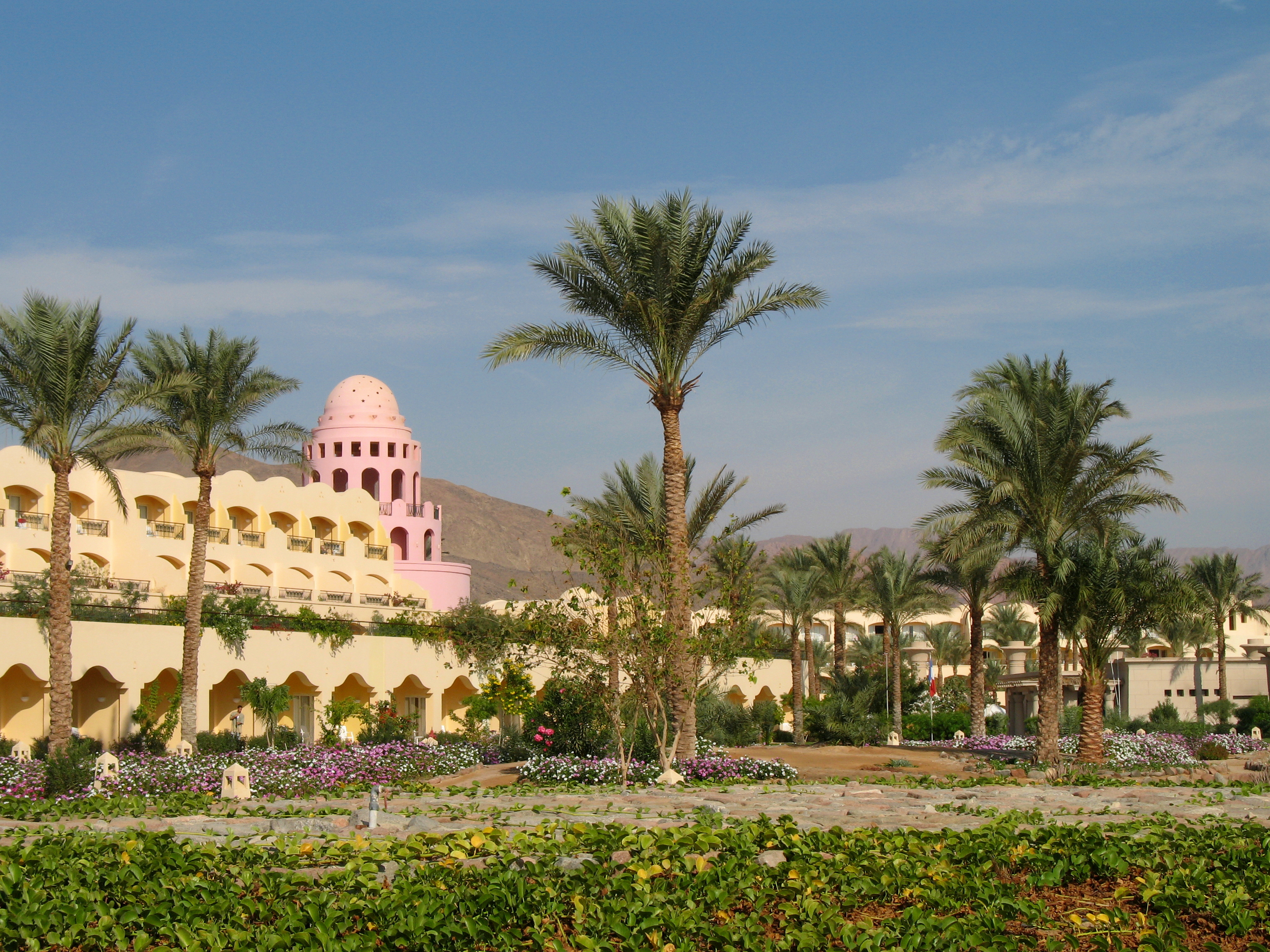
Sofitel в Taba Heights
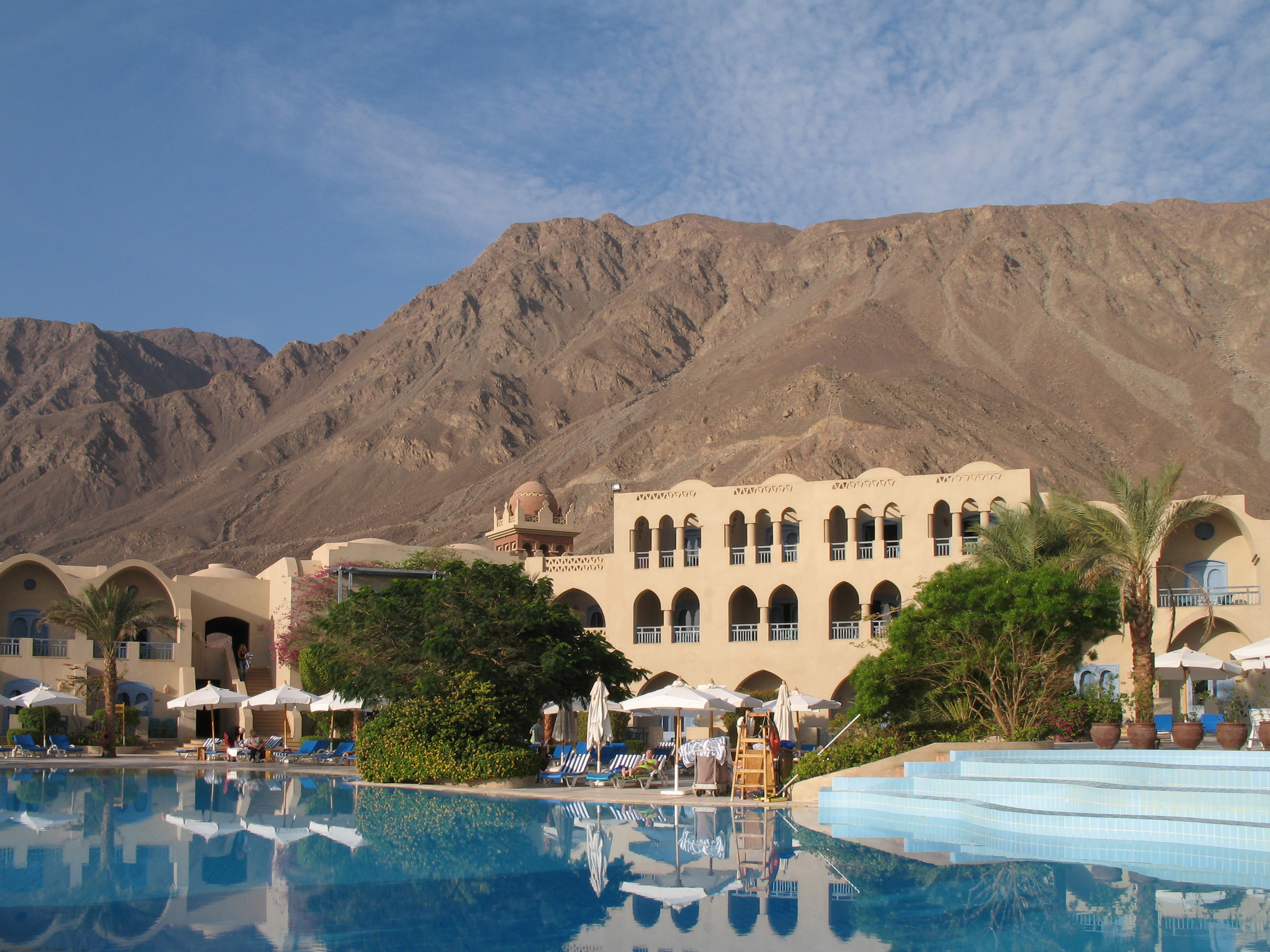
Three Corners El Wekala Golf Resort на фоні гір в Табі
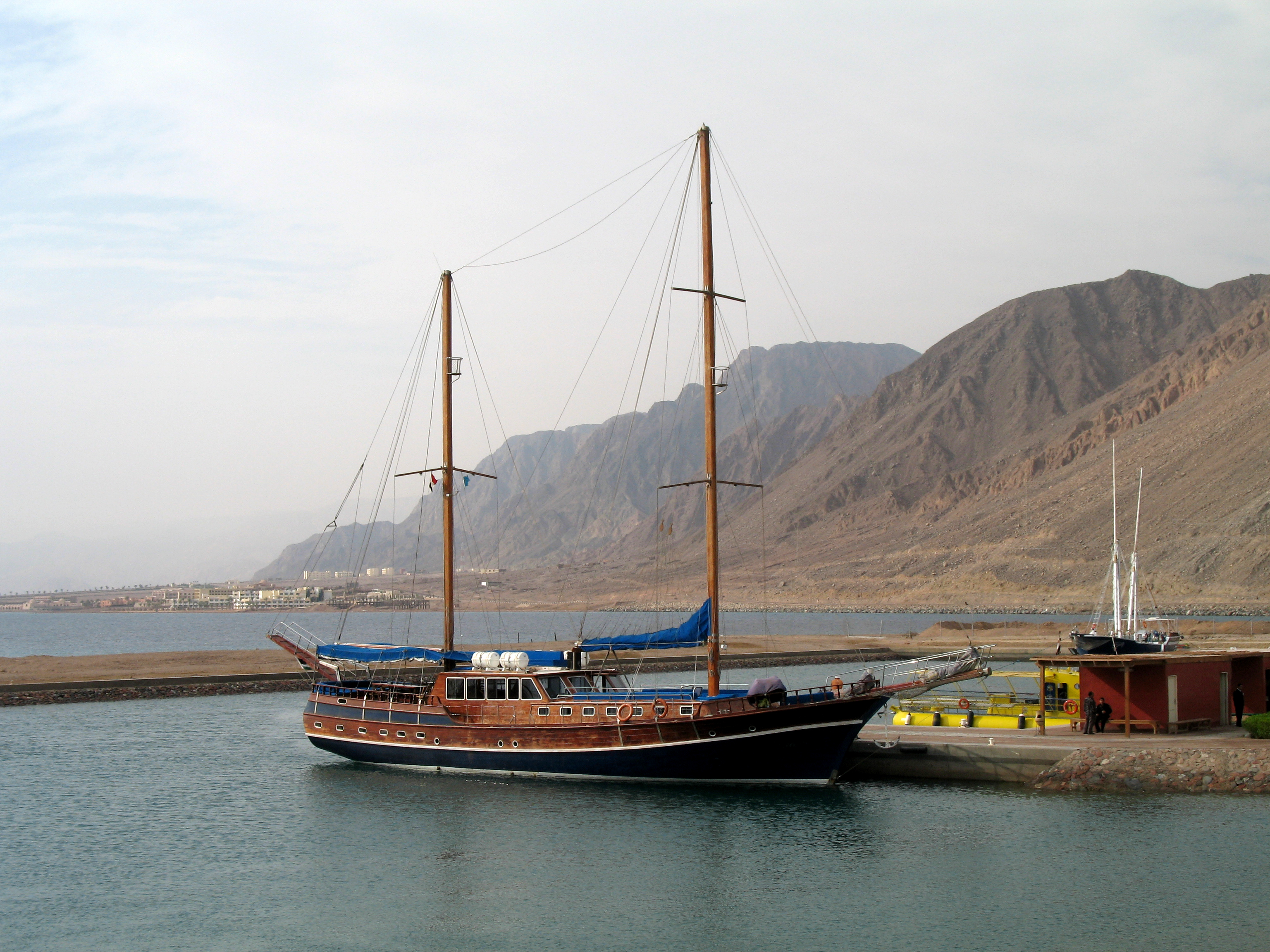
Морська пристань в Табі
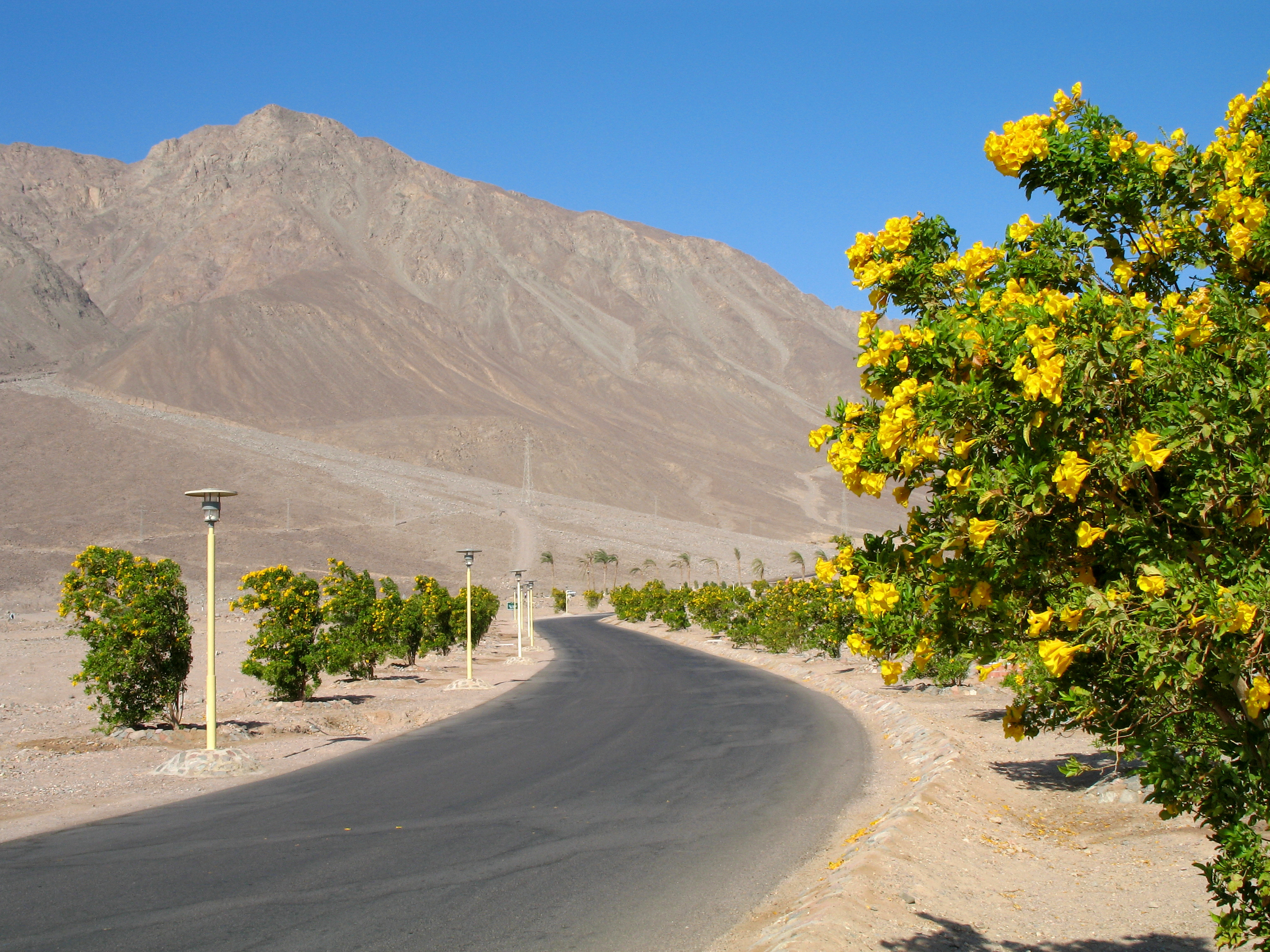
Гори в Табі
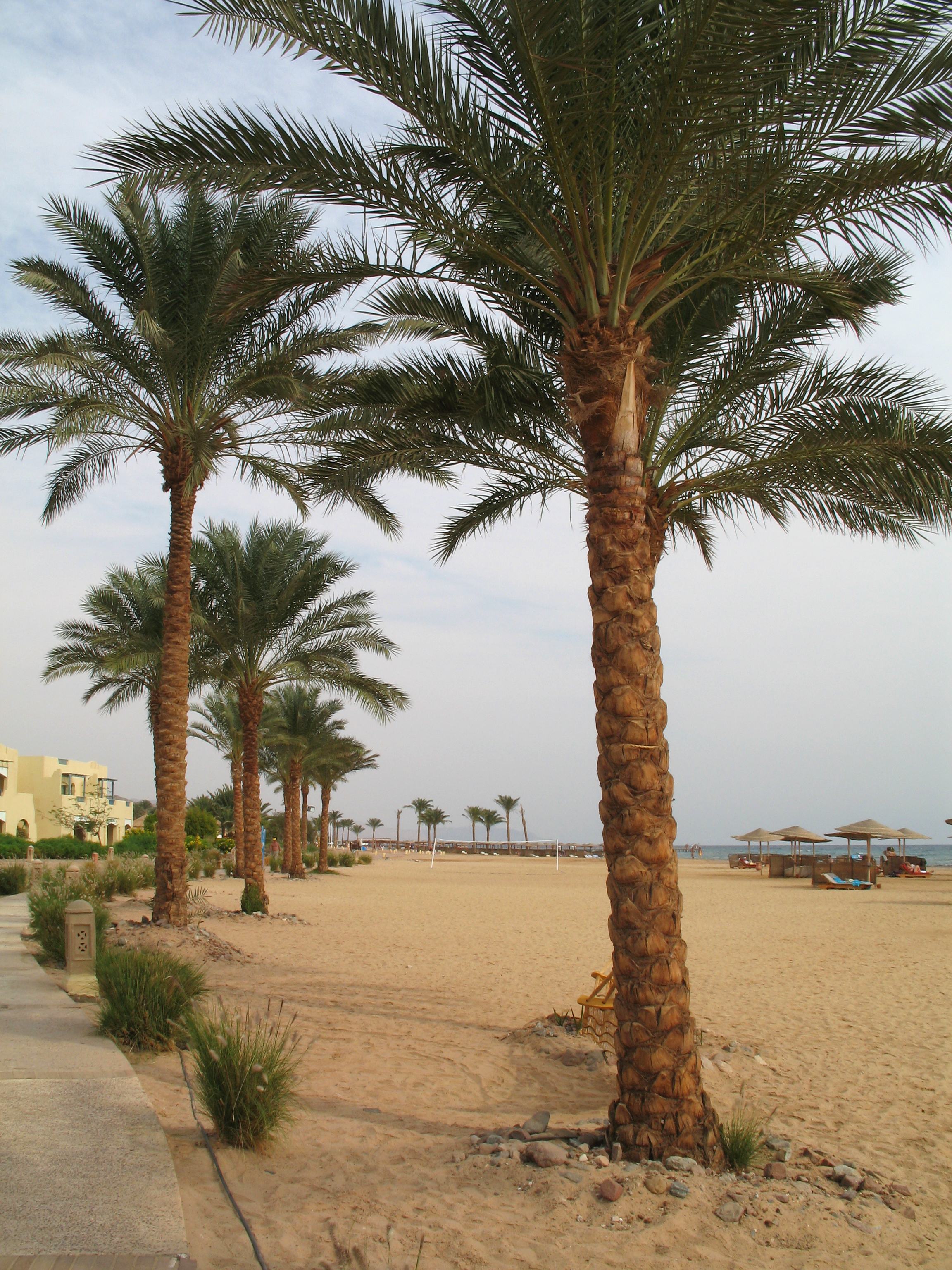
Пляж
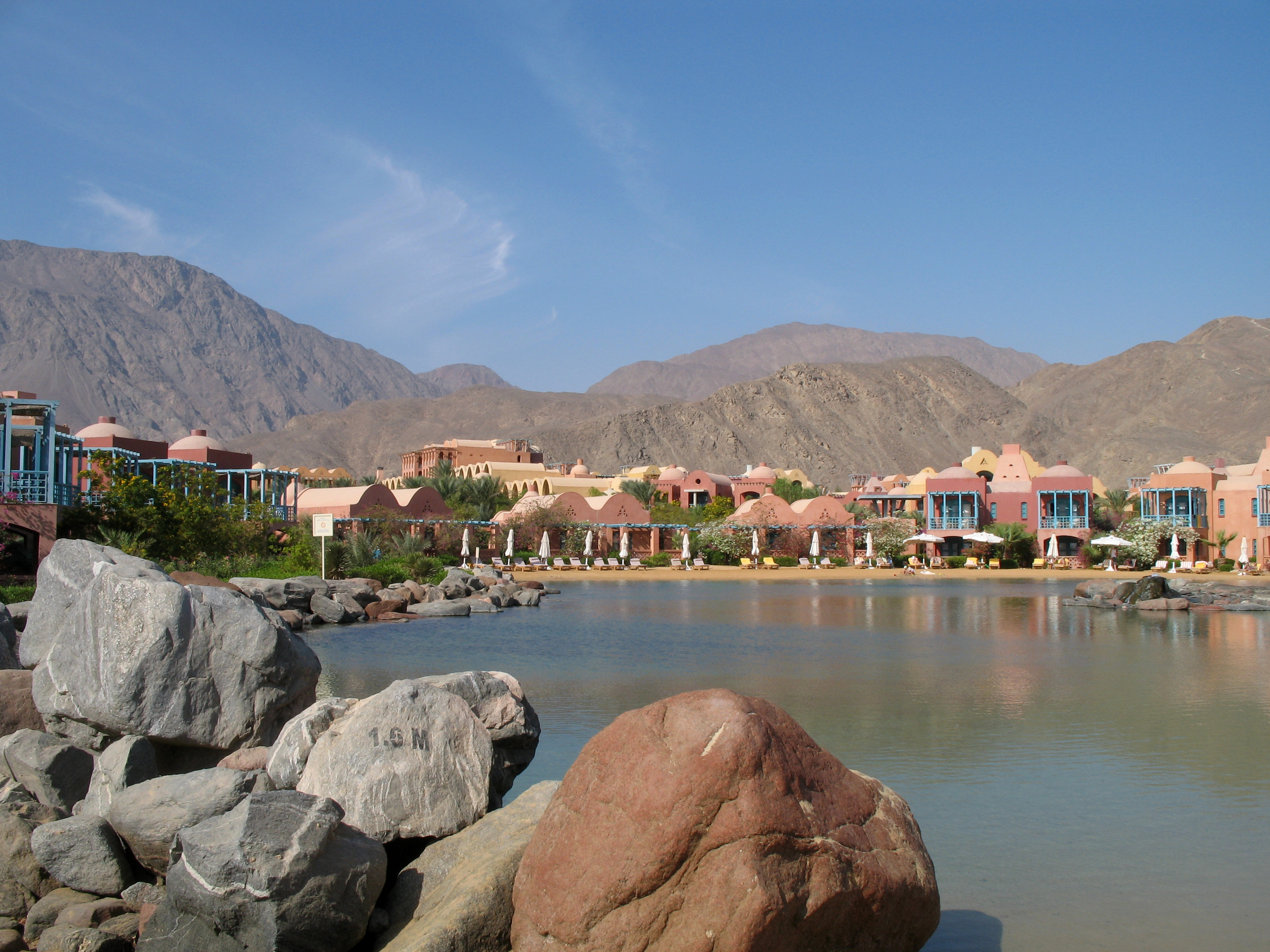
Taba Heights Hyatt
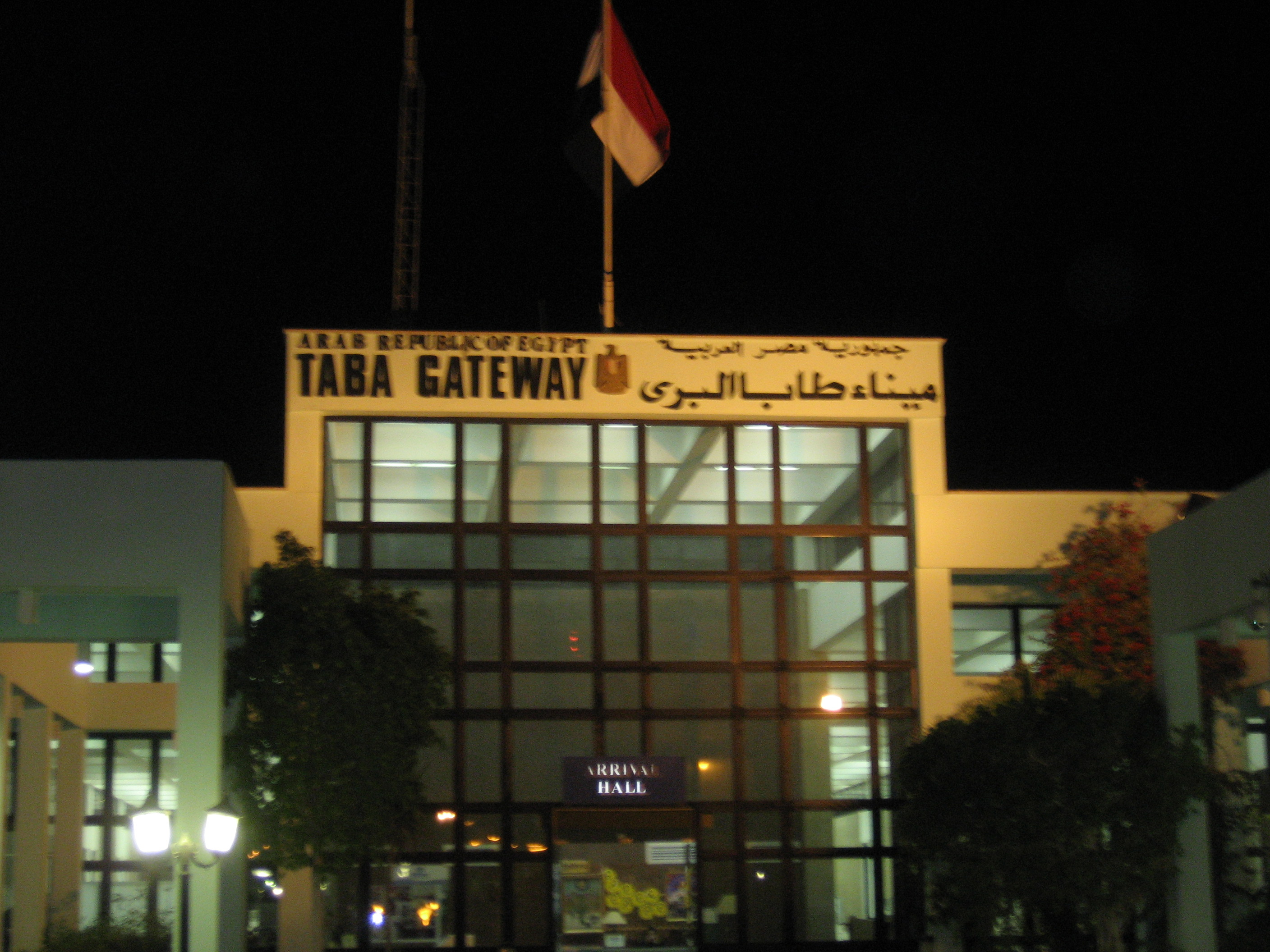
Єгипетська митниця в ночі
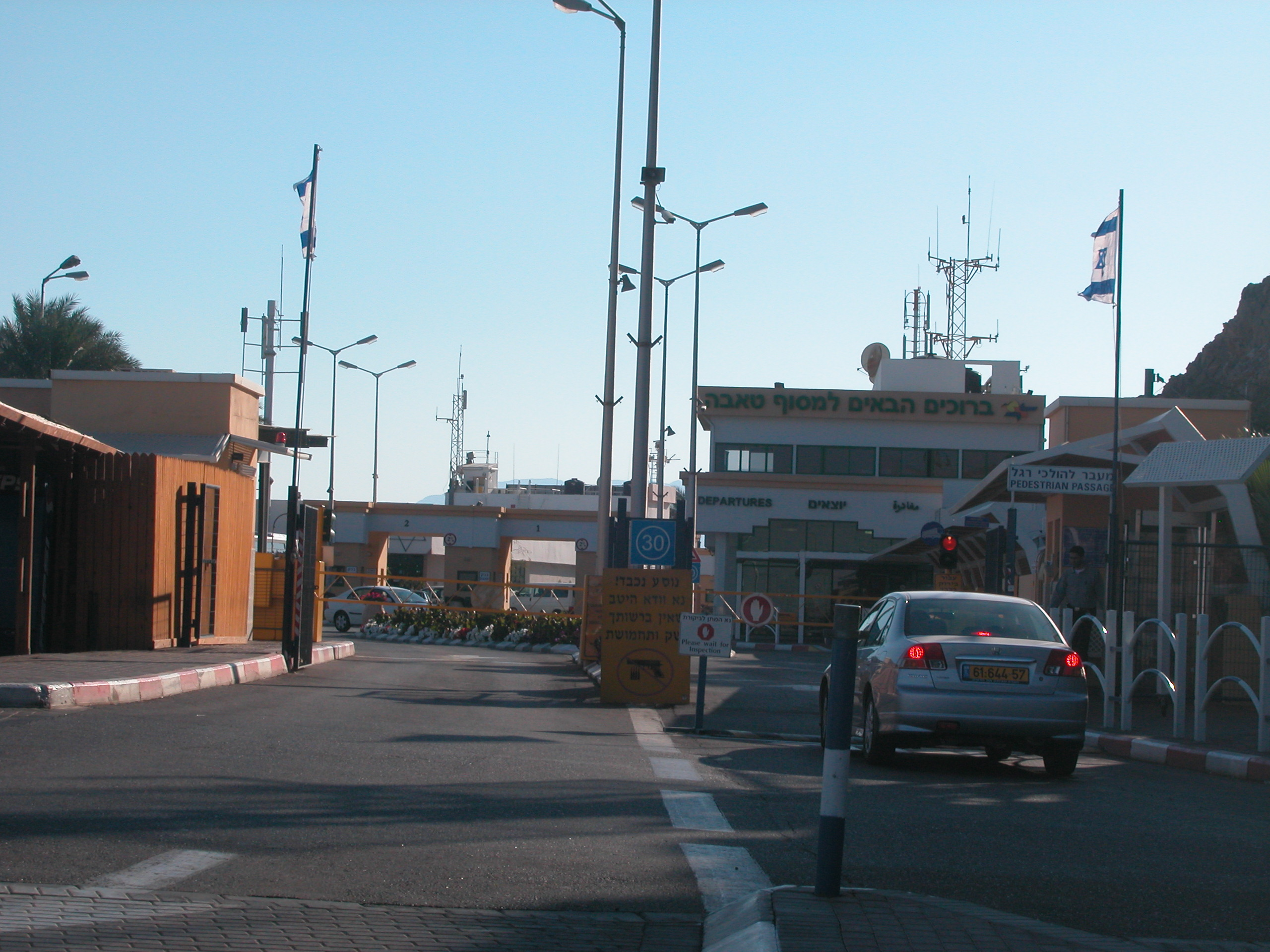
Підхід до КПП з боку Ейлату
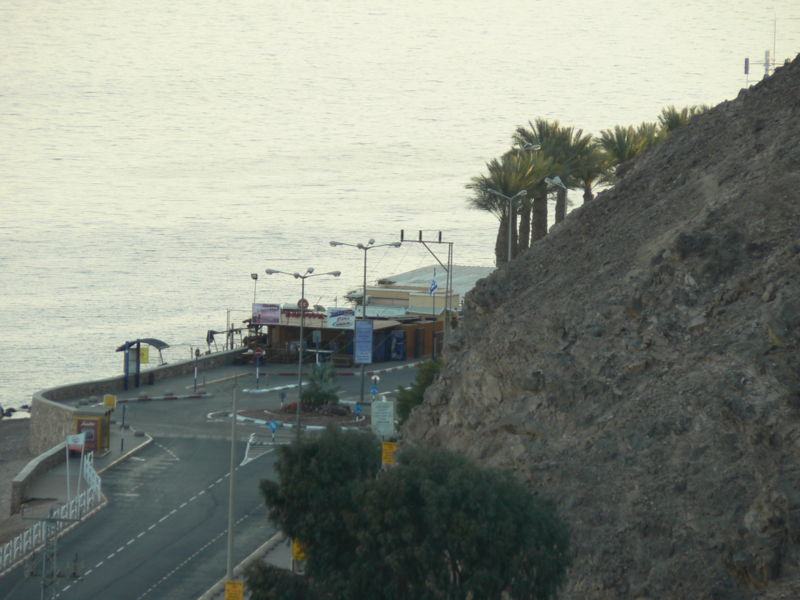
Вид на ізраїльську митницю з гори Толлул
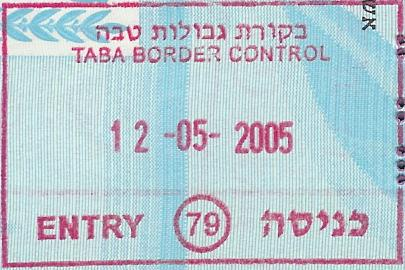
Ізраїльський штамп в'їзду в ізраїльських паспортах
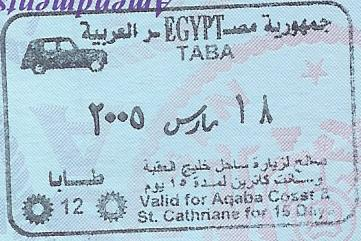
Єгипетський штамп в'їзду в американському паспорті